# Neues Berliner Tageblatt
Das Neue Berliner Tageblatt war eine Tageszeitung in Berlin von 1875 bis 1877.

## Geschichte
Im August 1875 gab es einen Streik von Teilen der Redaktion und der Belegschaft des jungen Berliner Tageblatts gegen den Herausgeber Rudolf Mosse.
Einige von ihnen gründeten daraufhin eine eigene Zeitung, das Neue Berliner Tageblatt. Die erste Ausgabe erschien am 1. Oktober 1875. Ihm war jedoch kein finanzieller Erfolg beschieden.
Deshalb kaufte der Papiergroßhändler Leopold Ullstein das nahezu bankrotte Druckhaus Stahl & Assmann in der Zimmerstraße 94 am 14. Juli 1877 mit der Zeitung und sämtlichem Zubehör, wie es steht. Es war seine erste Zeitung und der Beginn des bedeutendsten deutschen Medienunternehmens des frühen 20. Jahrhunderts.
Ullstein versuchte, dem Blatt eine nationale Ausrichtung zu geben, es unterstütze den Ausbau, die Einheit, die Freiheit und die Macht des deutschen Vaterlandes hieß es in einer Abonnentenwerbung vom September 1877. 
Seit dem 13. Oktober 1877 erschien sie dann als Abendzeitung Deutsche Union. Auch dieser Wechsel brachte keinen  Erfolg, sodass das Blatt Ende des Jahres eingestellt wurde.
Leopold Ullstein nutzte den Verlag mit der Druckerei für die liberale Berliner Zeitung, die er kurz zuvor erworben hatte, und die die Grundlage seines Medienimperiums werden sollte.